# Dol en droit pénal français
Pour les articles homonymes, voir Dol.
Le dol désigne en droit pénal la volonté de commettre une infraction en ayant connaissance de son caractère prohibé par la loi.
Il existe plusieurs types de dol :
- le dol général ;
- le dol spécial ;
  - le dol indéterminé ;
  - le dol déterminé ;
- le dol "praeter intentionnel (ou dol dépassé).